# Astra (Bier)

Astra-Logo

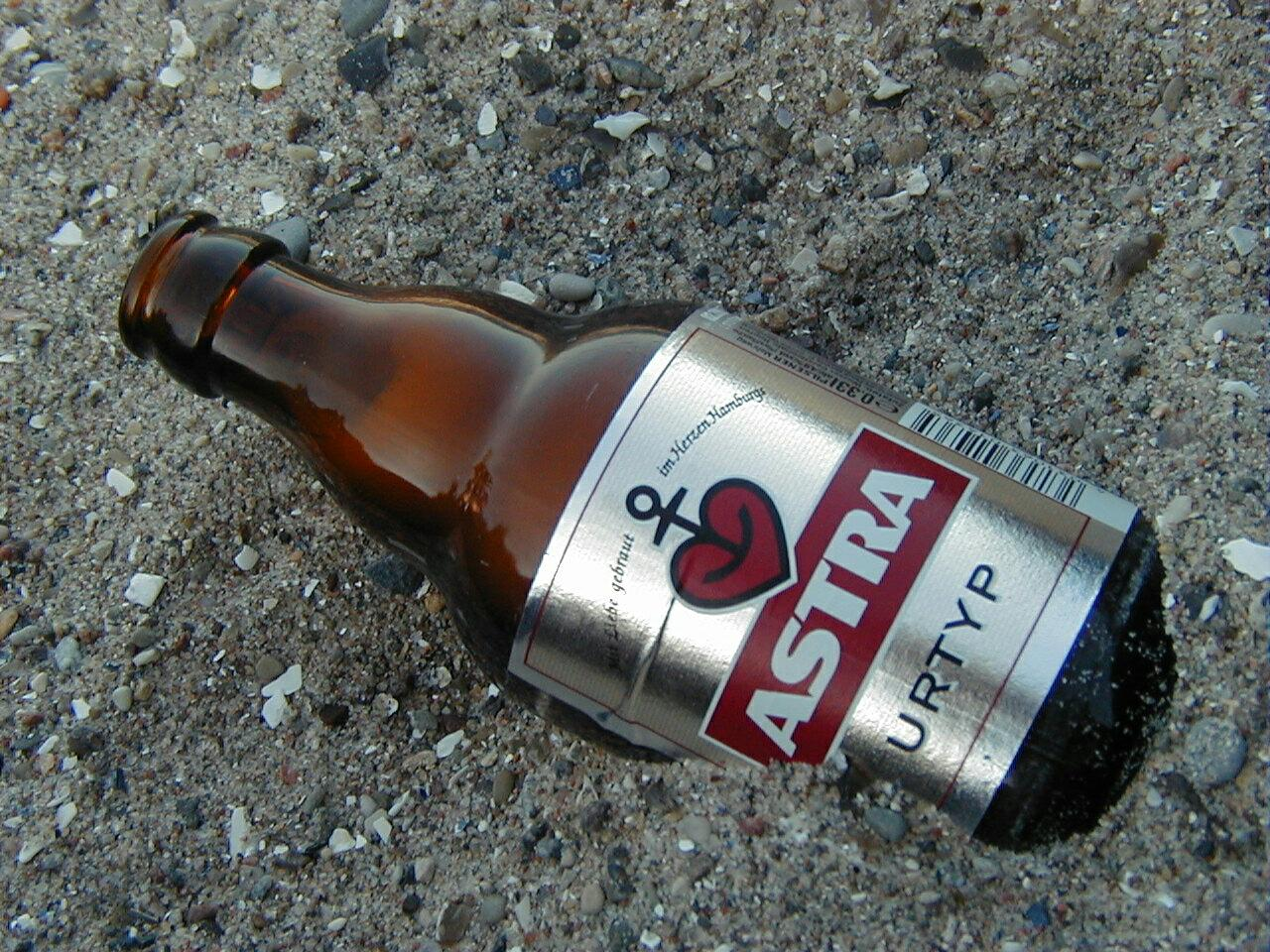
Astra Steinieflasche „Urtyp“

Astra ist eine deutsche Biermarke. Sie gehört zur Holsten-Brauerei, die wiederum eine Tochtergesellschaft der dänischen Brauerei Carlsberg ist.

## Geschichte

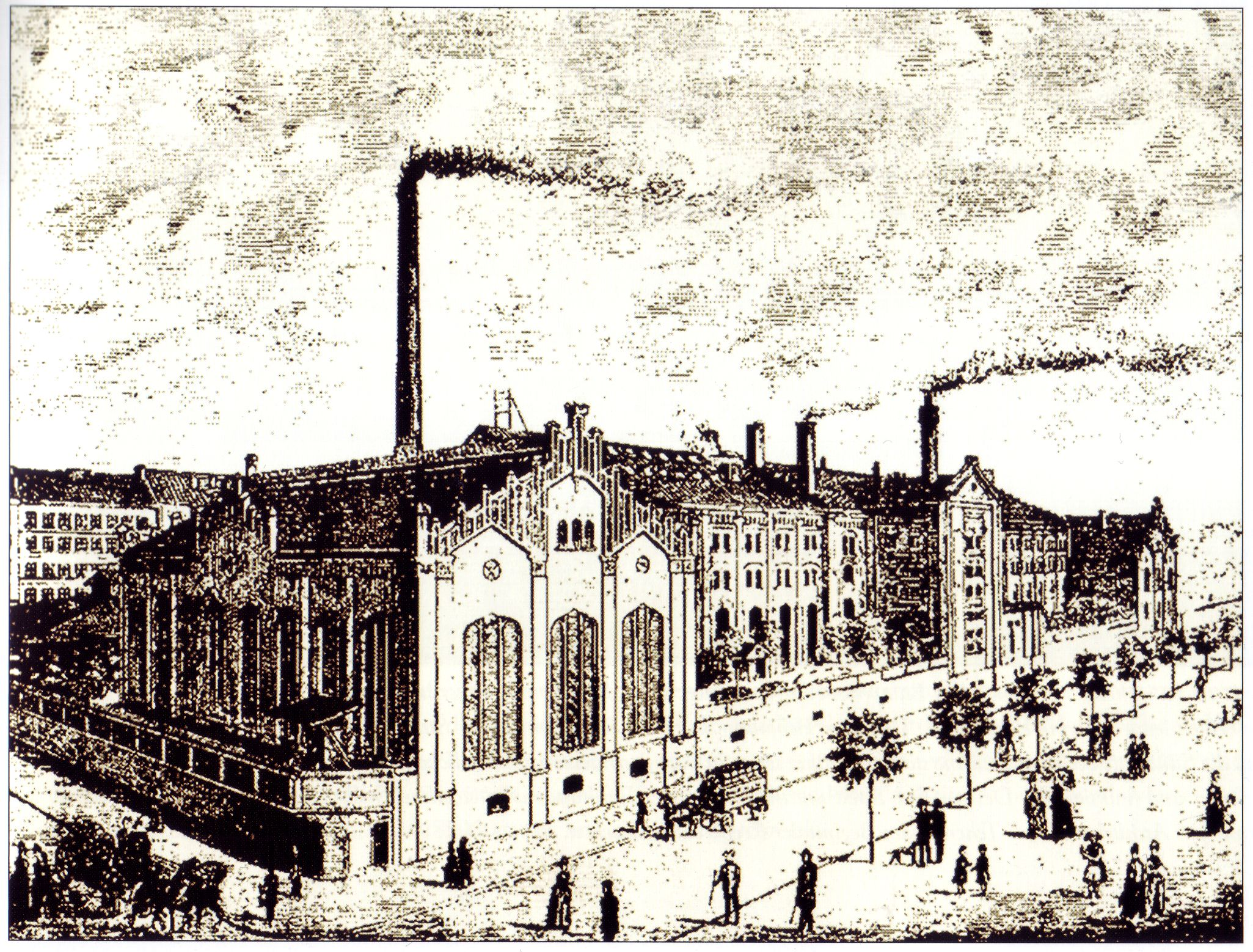
Bavaria-Brauerei St. Pauli um 1900

Das Bier wurde zunächst von der 1897 gegründeten Bavaria-Brauerei in der Stadt Altona gebraut und trug bis 1909 den Namen Bavaria. Als Ahnherr gilt der Niederländer Peter I. de Voss, der bereits 1647 in Altona Bier braute. 1922 fusionierte die Bavaria-Brauerei mit der 1863 gegründeten Actien-Brauerei aus Hamburg-St. Pauli zur Bavaria-St. Pauli-Brauerei. 1932 wurde die Braustätte in Altona geschlossen und der Sitz des Unternehmens von Altona nach Hamburg verlegt. Nach der Übernahme der Harburger Aktienbrauerei 1920 wurde das Bier bis 1973 auch in Harburg am Schwarzenberg gebraut.
Ab 1971 gehörte die Bavaria-St. Pauli-Brauerei den Reemtsma Cigarettenfabriken, ab 1990 der Gebrüder März KG und ab 1994 Brau und Brunnen. Nachdem Brau und Brunnen die Schließung der Braustätte in St. Pauli angekündigt hatte, übernahm die Stadt Hamburg im Januar 1998 die Brauerei und verkaufte sie im Dezember 1998 an die Holsten-Brauerei. 1998 wurde die „Was-dagegen?“-Werbekampagne gestartet und 2000 das alte Logo mit zwei Löwen und einem Fass durch ein Logo mit Herz und Anker ersetzt. 2003 wurde die Braustätte in St. Pauli geschlossen und die Holsten-Brauerei in Altona-Nord übernahm die Produktion des Bieres.
2004 übernahm die dänische Brauerei Carlsberg die Holsten-Brauerei. Im November 2019 wurde die Produktion des Bieres von Altona-Nord nach Hausbruch verlagert.

## Biersorten
| Bezeichnung          | Farbcode    | Alkoholgehalt | Bemerkungen                                           |
| -------------------- | ----------- | ------------- | ----------------------------------------------------- |
| Astra Urtyp          | braun       | 4,9 %         | Pilsner Bier                                          |
| Astra Kiezmische     | blau        | 2,5 %         | 50 % Bier und 50 % Zitronenlimonade                   |
| Astra Rakete         | rot-weiß    | 5,9 %         | Bier mit Citrus-Wodka-Aroma                           |
| Astra Rotlicht       | dunkelrot   | 6,0 %         | Bier mit höherem Alkoholgehalt                        |
| Astra Granate Energy | grün        | 0,0 %         | alkoholfreies Mischbier-Getränk mit Granatapfel-Aroma |
| Astra Helles         | beige       | 5,1 %         | Helles                                                |
| Astra Spezial        | Blau-orange | 2,5 %         | 50 % Bier und 50 % Cola-Orangenlimonade               |

Im März 2017 wurde das Alsterwasser in Kiezmische umbenannt und auf dem Etikett als Radler bezeichnet. Nach öffentlichem Protest wurde die Bezeichnung Radler durch Alsterwasser ersetzt.

## Marketing
Von 1997 bis 2013 fand in Hamburg jährlich der Welt-Astra-Tag statt.
Astra ist langjähriger Sponsor des FC St. Pauli. 2001 war es nach der Insolvenz von World of Internet kurzzeitig Trikotsponsor und von 2005 bis 2007 Ärmelsponsor, was damals nur unterhalb der 2. Bundesliga erlaubt war. 2017 wurde Astra Ärmelsponsor beim FC St. Pauli.
Im März 2018 verbot der FC St. Pauli sexistische Werbung im Millerntor-Stadion und gab dafür zusammen mit Pinkstinks eine Broschüre heraus, in der auch Werbeplakate von Astra kritisiert wurden. Eine Werbekampagne mit dem Spruch „Wolle Dose kaufen?“ wurde im August 2018 unter anderem vom FC St. Pauli als rassistisch kritisiert und anschließend eingestellt.
Im November 2018 wurde am Nobistor ein Astra-Brauhaus eröffnet.